# Al-Hajjāj ibn Yūsuf ibn Maṭar
Al-Hajjāj ibn Yūsuf ibn Maṭar (in arabo الحجاج بن يوسف بن مطر‎?; 786 – 833) è stato un matematico e astronomo arabo.
Di lui non si conosce quasi nulla, salvo il fatto che operò a Baghdad, allora la capitale del califfato abbaside.
Fu il primo traduttore in lingua araba degli Elementi di Euclide dal greco.
Verso l'829, tradusse l'Almagesto di Tolomeo. Come dice Carlo Alfonso Nallino, si ignora chi sia stato il suo primo traduttore in arabo, mentre si sa che Yūḥannā ibn al-Baṭriq - vissuto ai tempi di al-Manṣūr - tradusse il Τετράβιβλος σύνταξις μαθηματική sotto il titolo di Kitāb al-maqālāt al-arbaʿ fī l-qaḍāyā bi-l-nujūm ʿalā al-ḥawādith, che figurava in appendice all'Almagesto. 
La traduzione di Ibn al-Baṭriq - ricorda Nallino - «fu commentata da Abu Ḥafṣ ʿUmar ibn al-Farrūkhān aṭ-Ṭabarī, cioè da quell'aṭ-Ṭabarī ricordato tra gli astrologi calcolatori i quali tracciarono il piano della città di Baghdad quando essa fu fondata nel 145/762 per ordine di al-Manṣūr».
Hunayn ibn Ishaq lo tradusse a sua volta e questo lavoro fu poi rivisto e migliorato da Thābit ibn Qurra.
A una traduzione si dedicò anche Sahl al-Tabari (Sahl ibn Bishr al-Isrāʾīlī), anche noto come Rabban al-Tabari.
All'inizio del XII secolo, Adelardo di Bath tradusse in latino la versione di al-Ḥajjāj b. Maṭar del lavoro di Euclide.